# José Betinotti
José Luis Betinotti (Buenos Aires, 25 de julio de 1878-Buenos Aires, 21 de abril de 1915) fue un guitarrista, payador y compositor argentino. Se lo conocía como «el cantor de las madres» aunque luego de su muerte se lo denominó «el último payador».

## Biografía

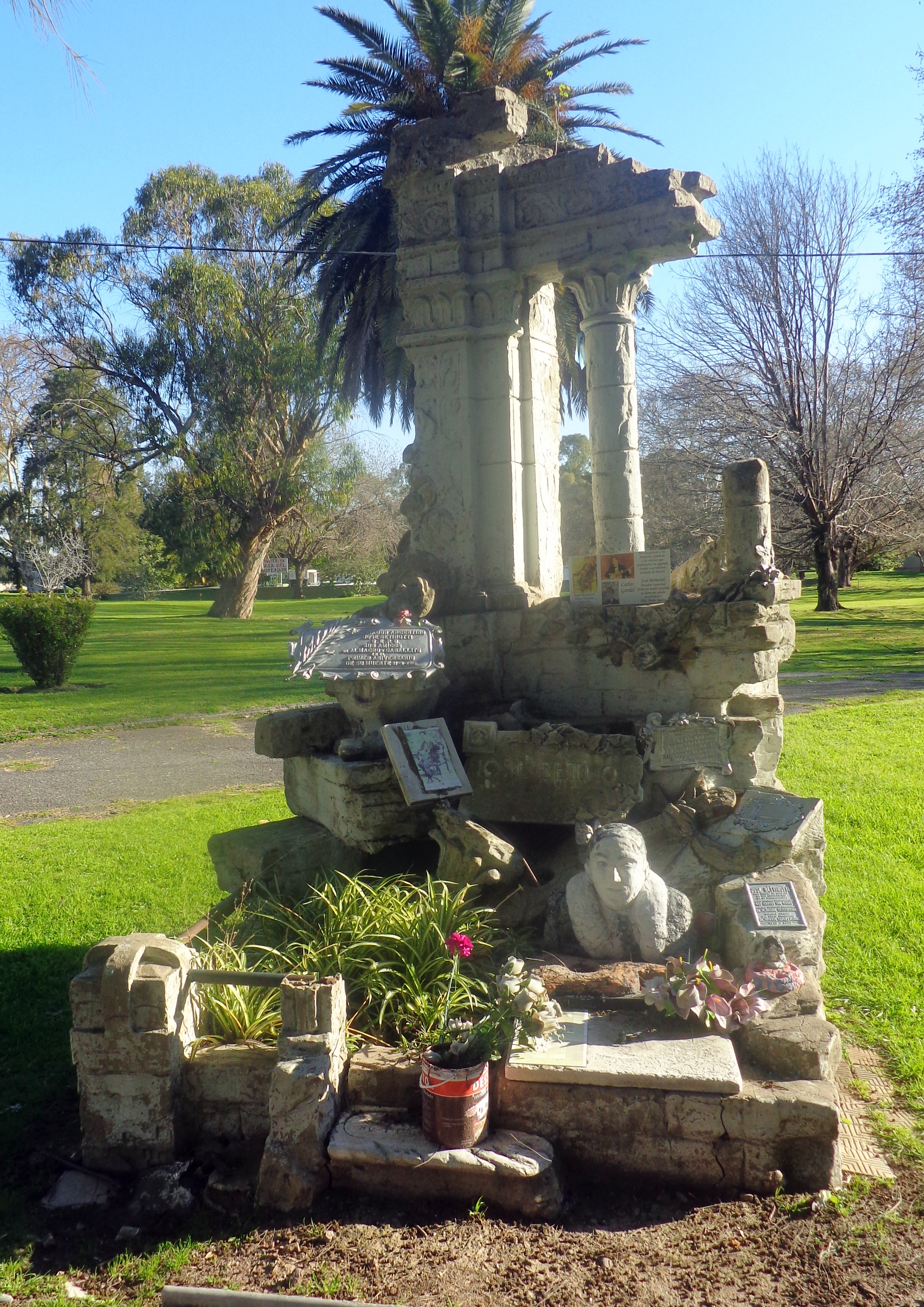
Monumento a José Betinotti en el Cementerio de la Chacarita.

Hijo de Juan Betinotti y María Costa, inmigrantes italianos, fue obrero hojalatero y moldeador de tacos para zapatos de mujer. Siendo él un cantor de serenatas, en 1898 conoció al payador Gabino Ezeiza, con quien comienza a incursionar en la payada. 
Es el autor de Pobre mi madre querida, la más famosa de sus canciones, que fue grabada por primera vez por Carlos Gardel quien también grabó en sus discos los valses Como quiere la madre a sus hijos en 1919 y Tu diagnóstico en 1922. Sus versos no eran gauchescos; utilizaba muchas palabras del lunfardo porteño. En su repertorio incluía canciones de otros autores como El preso, El ciego, El mendigo, Irma, Las tumbas, Ay, ay, ay y El final de una garufa.
El investigador y escritor Luis Soler Cañas sostiene que su apellido se escribe «Bettinotti», según consta en su libreta de enrolamiento. Otro investigador y escritor, Orlando del Greco, autor del libro Los autores de las canciones de Gardel menciona el apellido como «Betinotti». En los discos del autor aparece su firma alternativamente con estas dos variantes. Sin embargo, el escritor costumbrista y payador Víctor Di Santo en uno de sus libros sobre payadores incluye una copia del Libro de Bautismos de la parroquia de la Concepción del 23 de octubre de 1878, donde aparece el apellido escrito como «Bettinoti».
El último payador es una película argentina de 1950, inspirada en la vida del payador José Luis Betinotti. Escrita por Homero Manzi y dirigida por el propio Manzi y Ralph Pappier, fue protagonizada por Hugo del Carril en el rol del payador, mientras que la actriz Aída Luz interpretó a su esposa.

## Canciones
- Como quiere la madre a sus hijos (Desde entonce!). Vals. Letra y música de José Betinotti y Juan Cianciarulo.
- Pobre mi madre querida (Cuanto siento).
- Tu diagnóstico (Qué me habrán hecho tus ojos).
- A mi madre (Con mis amigos).

## Publicaciones
Sus poesías fueron publicadas en folletos de bajo costo para que estuvieran al alcance de todos.
- Mis primeras hojas
- Ideal de mi esperanza (1909).
- Lo de ayer y lo de hoy (1909).Lo de ayer y lo de hoy, de José Betinotti.
- De mi cosecha (1912).